# 蘇清良
蘇清良（1935年—2023年7月20日），臺灣高雄市湖內區人，土水司阜，修復多處臺灣的古蹟，去世後追授人間國寶。

## 生平
蘇清良為1935年生於湖內太爺，幼時家貧因此小學輟學就出外打工，16歲拜土水司阜韓其福學泥作，在下班時依然會在工地研究工法和材料。蘇清良也向作瓦司阜蘇番邦與細路司阜蘇金學習技術，學會漢式傳統竹籠仔厝及土埆造、磚造農村合院。
蘇清良出道後先從事興建土角厝，也作過廟宇建築。之後他轉作現代建築，工作範圍在高雄與台南一帶。他會仔細保養自己的工具、以檜木盒子來保護昂貴的日本製抹刀。妻子蘇謝英於1967年起加入作小工，生獨子蘇神男。
在臺灣傳統建築上，土水修造包含漢式傳統及和洋式近代建築，蘇清良是少數能兼擅這兩大系統的傳統匠師。如蘇清良擅長日式建築灰作壁面塗抹、線腳拖拉，以及磨、洗、斬石子等面飾。他也會調配古城樓用的三合土，包括土、沙、糯米、石灰、黑糖、稻草、粗糠和海草等比例。
1998年，蘇清良參與修復台北公會堂。他原定2000年退休，但因兒子承攬台北賓館修護工程，而幫忙施作傳統線板，之後便展開一連串北至淡水紅毛城，南到恆春古城的古蹟修復生涯。2004年，新竹市文化局修復新竹州廳期間，文化資產課課長王靜秋在6月28日稱讚蘇清良的技術，並補上一句「硬是拜託很久才搶到人」。2006年恆春地震後，2008年，蘇清良兒子擔任負責恆春古城修復的公司經理，因此蘇清良又參加。
2019年，高雄市政府登錄蘇清良為高雄市文化資產保存技術及保存者。台北藝術大學曾邀蘇清良擔任古建築工法的講師。文化部政務次長李靜慧稱讚，蘇清良在技術上不會藏私，且家族成員皆投入臺灣傳統建築修復。2021年，中華文化總會影片《匠人魂》系列第30集「與老建築對話」，以蘇清良為主角，於11月3日在鳳儀書院舉行影片發布會。2022年12月22日，中華民國文化部公告，新增登錄重要文化資產保存技術「土水修造技術」保存者李清海、蘇清良。
2023年7月20日，蘇清良辭世。

## 身後
2023年8月6日告別式，由文化部政務次長李靜慧代表頒贈的總統褒揚令上，細數蘇清良參與修復臺北賓館、新竹州廳、霧峰林家宮保第、鳳儀書院、臺灣總督府交通局鐵道部等貢獻。11月24日，「人間國寶」授證典禮，由文化部長史哲追授蘇清良，蘇清良孫子蘇建銘代表接受。
2024年1月21日，高雄市立歷史博物館獎助成功大學建築學系研究所碩士吳紹尹，出版《土水情牽五十餘載：土水司阜蘇清良和小工蘇謝英的技術及生命故事》，舉行新書發表會。